# Apfel von Åkerö
Der Apfel von Åkerö (umgangssprachlich auch als Herbstapfel bezeichnet) ist eine alte Apfelsorte, die heute vorwiegend in Schweden, Estland und Tschechien – dort in den Weißen Karpaten und den mährischen Karstgebirgen – angebaut wird. Es handelt sich um den ältesten Cultivar Nordeuropas, der als offizieller „Landschaftsapfel“ des schwedischen Södermanlands eine der beliebtesten Sorten in Mittelschwedens ist. Zu Beginn des 20. Jahrhunderts war der Apfel von Åkerö Schwedens weitverbreitetste Winterfrucht.

## Herkunft
Die Apfelsorte entstand im 15. Jahrhundert vermutlich als Zufallssämling in den Niederlanden und wurde 1759 nach Schweden importiert. 1858 benannte man sie nach dem Schloss Åkerö in der Gemeinde Flen in der Provinz Södermanlands län, wo der älteste bekannte Baum dieser Sorte seit mindestens drei Jahrhunderten wächst. Er trägt noch immer Früchte.

## Beschreibung
Der Apfel von Åkerö hat in der Regel eine hellgelbe, glänzende Schale mit dezenten rötlichen Längsstreifen; es gibt jedoch auch gänzlich dunkelrot gefärbte Früchte. Das eine verhältnismäßig grobe Struktur aufweisende Fruchtfleisch des feinen Tafelapfels ist fest, weiß und saftig, besitzt ein charakteristisches Aroma und ist süß-sauer bis süßweinig im Geschmack.
Wie der Trivialname bereits andeutet, erreichen die Früchte dieser Sorte erst relativ spät ihre Pflückreife und werden bis in den November hinein geerntet. Anschließend ist eine Lagerung bis Februar möglich. Grundsätzlich stellen die Pflanzen keine besonderen Standortansprüche, es gilt jedoch der Leitsatz „Je kälter das Klima, umso besser die Frucht.“ Diese ist zumeist leicht abgeflacht und ei- beziehungsweise walzenförmig. Die Angaben über den Wuchs des Baumes differieren stark: Während teilweise von starkem und schnellem Wuchs die Rede ist, bezeichnen ihn andere Quellen als eher schwach. Klar ist aber, dass die Bäume erst nach acht bis zehn Jahren erstmals Früchte tragen und der Ertrag dann von Jahr zu Jahr extrem variieren kann.